# Wind Surf
Die Wind Surf ist neben ihrem Schwesterschiff Club Med 2 das größte Motorsegelschiff der Welt.

## Geschichte
Das Schiff wurde 1989 als La Fayette auf der Werft Ateliers & Chantiers du Havre in Le Havre gebaut. Im Februar 1990 wurde es jedoch unter dem Namen Club Med I für Club Med in Dienst gestellt und war zu diesem Zeitpunkt der größte Segelkreuzer der Welt. Bis zum 15. Februar 1990 fuhr es unter französischer Flagge, danach unter der Wallis und Futunas. 1998 wurde die Club Med I an Carnival Cruise Line verkauft, Wind Surf umbenannt und unter die Flagge der Bahamas gebracht. Sie kam für die Reederei Windstar Cruises in Fahrt. Am 27. November 2006 wurde sie umgeflaggt und lief bis zum 30. März 2007 unter der Flagge der Niederlande, dann wieder unter der Flagge der Bahamas.

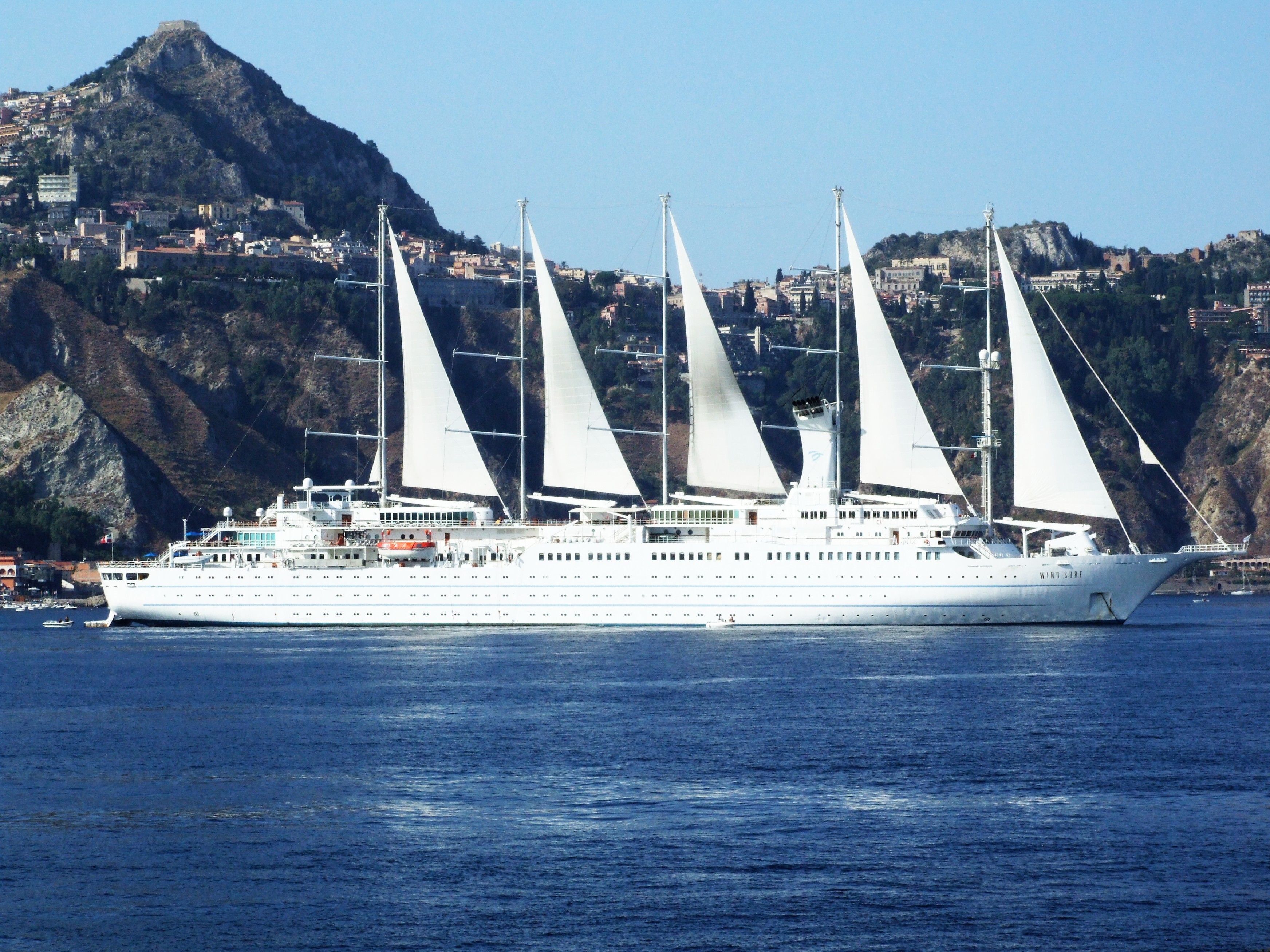
Wind Surf vor Sizilien, 2009

## Technische Daten und Ausstattung
Das Schiff verfügt über einen dieselelektrischen Antrieb. Die beiden Verstellpropeller werden über zwei Elektromotoren mit je 1840 kW Leistung angetrieben. Für die Stromversorgung der Antriebsmotoren stehen vier Dieselgeneratoren zur Verfügung, die von vier Sechszylinder-Dieselmotoren angetrieben werden. Hinzu kommen sieben Segel an fünf Masten.
Es hat acht Decks und verfügt über 154 Außenkabinen für 308 Passagiere, bei einer Besatzung von 188 Personen.